# 福本伸行
福本伸行（日语：／ Fukumoto Nobuyuki，1958年12月10日—），日本男性漫畫家、漫畫原作者。出身於神奈川縣橫須賀市，已婚。
擔任過かざま鋭二的助手。1980年在《月刊少年Champion》（秋田書店）上連載《よろしく純情大将》出道。代表作包括了《賭博默示錄》、《鬥牌傳說》、《銀與金》、以及《天和街浪子》。1998年以《賭博默示錄》拿到第22屆講談社漫畫賞。

## 經歷
小時候看《小超人帕門》長大。在工業高中建築科畢業後，在建設公司就職，負責現場監督。在就職的同時，將自己的劍道漫畫拿到講談社投稿，得到「先從助手累積經驗」的建議。所以在有機會成為かざま鋭二的助手後，辭去原先在建設公司的職位。
雖然當上かざま鋭二的助手但卻沒有被重用，只做一些雜事。一年半後被大家說「福本是不是比較適合當卡車司機」之類的話，而辭去助手。1980年時在《月刊少年Champion》以《よろしく純情大将》出道，之後打零工維持生計，並一邊投稿千葉徹彌賞。在1987年終於以《ワニの初恋》拿到第4回千葉徹彌賞。
1980年代時日本經濟景氣繁榮，賭博漫畫頗受歡迎，所以福本在1980年代後期連載了《天 天和通りの快男児》，成為福本初次受到歡迎的作品，在此時慢慢建立知名度。
之後因《鬥牌傳說》（在《近代麻雀》上連載）以及描寫地下非法世界的《銀與金》（在《アクションピザッツ》上連載）受到歡迎，一舉躍升成為人氣作家。
1996年在《週刊Young Magazine》上連載的《賭博默示錄》系列作品，至2009年通算共有39冊，共1000萬本以上的銷售量，這段連載期間福本的人氣一直沒有下滑。在2005年與2007年時，《鬥牌傳說》與《賭博默示錄》分別被做成電視動畫。並自2007年10月開始，在《週刊少年Magazine》上連載新作品《賭博覇王伝 零》。

## 作風
描寫的人物都有強烈的性格，有許多男性角色賭博極限勝負的作品。另外，女性角色出現的頻率相對的少。
特徵是心理描寫非常細膩。除了麻將與其他賭博外，在漫畫裡也發明了不少新的賭博規則。

### 表現的特徵
- 有菱角的臉、下巴、鼻。
- 當角色受到精神衝擊而動搖時，會以歪斜描繪整個畫面。
- 作品中有許多錯誤直譯的英語。如：。

## 逸話
- 喜歡賭博，包括麻將、骰寶，但不喜歡賽馬。從中學時代就開始打麻將，根據本人描述，在學生時代很少輸過，但現在的實力普普通通。
- 最近的興趣是打高爾夫球，放假的時候與小孩一起玩。
- 受日本知名電影導演黑澤明的影響。尤其喜歡《生之慾》。在被詢問到作品是否受到電影影響時，回答「與其說是電影，不如說是小說比較接近」。
- 喜歡The Blue Hearts的音樂。
- 喜歡出國旅遊，據說也去過北韓。喜歡去美國、泰國。
- 在描繪《最強伝説 黒沢》的第11話時哭了。
- 推薦的漫畫是《寄生獸》（岩明均）以及《宮本から君へ》。
- 不使用電腦與行動電話。（2003年時）

## 作品列表
- 男の風（1977年）※處女作
- よろしく純情大将（1980年，月刊少年Champion）※出道作
- 当たってくだけろ!（1980年，月刊少年Champion）
- あまりちゃん（1980年，週刊少年Champion）※初連載
- ワニの初恋（1983年，週刊Morning）
  - 單行本在1987年由講談社發行（ISBN 978-4061026117），之後由竹書房再發行（ISBN 978-4812452233）。
- 見上げれば通天閣（1986年，漫畫ACTION）
  - 單行本於1988年由ぶんか社發行（ISBN 978-4821192403）、1998年由竹書房再發行（ISBN 978-4812452400）、2008年由雙葉社再發行（ISBN 978-4575994315）。
- 天和街浪子（1989年－2002年、近代麻雀ゴールド）
  - 單行本全18冊。
- 熱いぜ天馬（1990年、週刊少年Magazine）ISBN 978-4063115680
  - 由竹書房再發行（ISBN 978-4812452110）。
- 無頼な風 鉄（1990年－1992年，競馬ゴールド）
  - 當時未出版單行本，後由竹書房出版（ISBN 978-4812452417）。
- 鬥牌傳說（1992年－2018年，近代麻雀）
  - 單行本全36冊。
- 銀ヤンマ（1992年，近代麻雀）ISBN 978-4884755584
  - 單行本，收錄了「銀ヤンマ」、「ガン辰」、「遠藤」三篇作品。
- 銀と金（1992年－1996年，アクションピザッツ）
  - 單行本全11冊。
- 熱いぜ辺ちゃん（1995年，近代麻雀）
  - 單行本全2冊。
- 春風にようこそ（1996年，近代麻雀）
- 真実の男 大安吉日真太郎（1996年，漫畫Sunday）
  - 單行本由竹書房出版（ISBN 978-4812450772）。
- 賭博默示錄（1996年－1999年，週刊Young Magazine）
  - 全13冊。
- RUDE（あくたれ）39（1999年，パチンコ時代）
  - 單行本由竹書房出版（ISBN 978-4812450772）。
- 無頼伝 涯（2000年－2001年，週刊少年Magazine）
  - 單行本全冊。
- 賭博破戒錄（2000年－2004年，週刊Young Magazine）
  - 單行本全13冊。
- 最強伝説 黒沢（2003年－2006年，Big Comic Original）
  - 單行本全11冊。
- 賭博墮天錄（2004年－2008年，週刊Young Magazine）
  - 單行本全13冊。
- 賭博墮天錄 和也編（2009年－，週刊Young Magazine）
- 賭博覇王伝 零（2007年－，週刊少年Magazine）
  - 單行本現在8冊，自2009年3月休載至2011年7月，重新連載的篇章為《賭鬼篇》。
- 賭博覇王伝 零 ギャン鬼編（2011年 - 2013年、『週刊少年マガジン』）
  - 単行本・全10巻。
- 賭博堕天録カイジ ワン・ポーカー編（2013年 - 2017年、『週刊ヤングマガジン』）
  - 単行本・全16巻。
- 新黒沢 最強伝説（2013年 - 、『ビッグコミックオリジナル』）
  - 単行本・既刊15巻
- 賭博堕天録カイジ 24億脱出編（2017年 - 、『週刊ヤングマガジン』）
  - 単行本・既刊4巻。
- 闇麻のマミヤ（2019年 - 2023年[1]、『近代麻雀』）※第一部完[1]
  - 単行本・既刊6巻。
- 二階堂地獄ゴルフ（2023年 - 、『モーニング』）
- エスポワール前 カイジ（2024年[2]、『ヤングマガジン増刊 カケヒキ』）

### 作品集
- あの人のトランペット 福本伸行自撰短編集 1（竹書房，1998年11月）ISBN 978-4812452622
- 星降る夜に 福本伸行自撰短編集 2（竹書房，1999年1月）ISBN 978-4812452714
- 前へ…!! 福本伸行自撰短編集 3（竹書房，1999年1月）ISBN 978-4812452721
- 福本伸行作品集（竹書房，2008年）

### 漫畫原作
- 生存 〜LifE〜（1999年，Young Magazine Uppers），作畫川口開治，在2002年電視影集放送。
- 告白 CONFESSION（2001年，Young Magazine Uppers），作畫川口開治，2024年改編電影上映。

### 漫畫監修
- ワシズ -閻魔の闘牌-（2008年－，近代麻雀オリジナル→近代麻雀）
- HERO -逆境の闘牌-（2009年－，近代麻雀オリジナル→近代麻雀）

## 特集
- 週刊Young Magazine增刊 赤BUTA 1997年6月18日（No.12）講談社（採訪）
- 週刊少年 2003年5月6日放送 富士電視台衛星電視・フジテレビ721（採訪）
  - 之後單行本化（太田出版 2003年12月 ISBN 978-4872338195）
- ウォーカープラス 2006年6月24日 角川クロスメディア（採訪）
- オトナファミ 2008年5月3日 Enterbrain（採訪）
- Eureka 2009年10月號

## 漫畫真人電影化
福本伸行作品多次被改編為電影，《賭博默示錄》、《鬥牌傳說》便曾先後改編為電影。
- 日本版《賭博默示錄》，藤原龍也主演，2009年上映。有評論認為是上佳的日漫電影：
- 中國版《动物世界》，李易峰主演，2018年上映。

有評論認為日本版《賭博默示錄》算是少數上佳的日漫電影，中國版則不倫不類：「日本的漫畫改編作品，素來質素參差，好壞比例屬五五之數，「賭博默示錄」算得上是我心目中的日漫電影十大佳作。抱持這種差極都有個譜的心情去看《動物世界》，而且我也挺喜歡李易峰和周冬雨，實在是太天真了。」（紅眼，2018年）